# Peter Kremer (Schriftsteller)
Peter Kremer (* 14. Oktober 1901 in Kaisersesch in der Eifel; † 2. Mai 1989 ebenda) war ein katholischer Heimatschriftsteller und Redakteur. Schwerpunkt seines umfangreichen literarischen Schaffens waren die Südeifel und das Mosel-Hunsrück-Gebiet.

## Leben
Peter Kremer wurde als neuntes Kind einer Bauernfamilie in der Südeifel geboren. Zuerst sollte er Volksschullehrer werden und schrieb sich nach dem Abitur, das er in Cochem ablegte, am Lehrerseminar in Wittlich ein, belegte aber weiterhin an der Universität Bonn Vorlesungen und Seminare in den Fächern Germanistik und Geschichte und konnte 1927 vor dem Provinzial-Schulkollegium der südlichen Rheinprovinz in Koblenz das Staatsexamen für das Lehramt an Gymnasien ablegen. Seinerzeit engagierte er sich in der Zentrumspartei und wurde in Wittlich deren Vorsitzender.
Am 15. Juli 1937 beantragte Kremer die Aufnahme in die NSDAP und wurde rückwirkend zum 1. Mai desselben Jahres aufgenommen (Mitgliedsnummer 4.901.090). Bis zum Ausbruch des Zweiten Weltkriegs unterrichtete er als Studienassessor, dann als Studienrat am Gymnasium zu Wittlich die Fächer Deutsch und Geschichte. Zwischen 1936 und 1940 veröffentlichte er seine ersten Bücher, die auch über die Eifel hinaus sehr erfolgreich waren. Nach Kriegsdienst und anschließender Gefangenschaft in den USA wurde er an das Gymnasium in Bernkastel-Kues versetzt, wo er bis zu seiner Pensionierung 1966 tätig war. Die Straße, in der das Nikolaus-von-Kues-Gymnasium liegt, wurde zu seinen Ehren Peter-Kremer-Weg benannt.

## Literarische Bedeutung
Peter Kremer galt neben Nikolaus Kyll (1904–1973) als einer der besten Kenner des Volkstums, der religiösen und der profanen Kunst  und der Geschichte der Eifel. Im Gegensatz zu Kyll hat er allerdings kein größeres Werk zu dieser Thematik veröffentlicht, sondern seine  Forschungsergebnisse in Form von Artikeln in verschiedenen regionalen Zeitungen und Zeitschriften sowie in Heimatjahrbüchern publiziert. Insgesamt wurde er einem breiteren Publikum in erster Linie durch heiter-besinnliche Schilderungen des täglichen Lebens in seiner Heimat und vor allem durch seine Arbeiten zum Weinbau bekannt. Auch zu einer Reihe von Bildbänden über Eifel, Hunsrück und Moselland steuerte er sachkundige Begleittexte bei. Vor allem in den 1950er und 1960er Jahren arbeitete er als freier Autor für den Südwestfunk.
Kremer war tief religiös, und seine Beiträge zur Kultur und Geschichte des Eifel-Mosel-Landes sind gekennzeichnet von einer konservativ-katholischen Grundtendenz. Dies erklärt sein schriftstellerisches Engagement für den Trierer Bistumskalender (Paulinuskalender), als dessen Chefredakteur er zwischen 1962 und 1976 fungierte. Von seiner Pensionierung bis zu seinem Tod redigierte er auch die Zeitschrift Neuer Geist der in Trier ansässigen Ordensgemeinschaft der Barmherzigen Brüder von Maria Hilf.

## Ehrungen
1965 erhielt Kremer den neu gestifteten „Eifelliteraturpreis“. Am 13. Januar 1972 wurde er für sein literarisches Gesamtwerk mit dem Bundesverdienstkreuz am Bande  ausgezeichnet.

## Hinweis
Der Autor ist nicht zu verwechseln mit dem Volkskundler und Historiker Peter Josef Kremer (* 1953) aus Düren, der sich schwerpunktmäßig mit Sagen und Gruselgestalten der Eifel befasst.

## Wichtigste Veröffentlichungen
- Der Gang zur Mette. Wittlich 1936
- Von Wein und Liebe an der lachenden Mosel. Wittlich 1936
- Von der Kraft des goldenen Weins. Wittlich 1938
- Von Liebesglut und Liebesnot am deutschen Strom. Wittlich 1938
- Das lachende Eifeldorf. Schnurren und Schwänke. Wittlich 1939 (2. Aufl. Potsdam 1940/41)
- Die fröhliche Moselweinkarte. Trier 1967 (weitere Auflage 1983)
- Die Eifel im Farbbild. Die Region in neun Kapiteln (mit Erich Justra). Ziethen, Köln 2003, ISBN 3-929932-74-1